# Epilobium semiamplexicaule
Epilobium semiamplexicaule là một loài thực vật có hoa trong họ Anh thảo chiều. Loài này được H.J.Chowdhery & S.Singh mô tả khoa học đầu tiên năm 1988.